# Provincia de García Rovira
La provincia de García Rovira fue una división administrativa y territorial de la República de la Nueva Granada, creada por medio de la ley del 9 de mayo de 1853 con la unión de los cantones de Málaga, Concepción y Fortoul (San Andrés), pertenecientes a la provincia de Pamplona. La provincia existió hasta el 14 de abril de 1855, cuando fue suprimida y su territorio reintegrado al de la provincia del Socorro. Su nombre fue dado en honor al ilustre neogranadino Custodio García Rovira.
En 1857 la provincia de García Rovira conformó parte del Estado Soberano de Santander como una de sus divisiones administrativas (de diversas denominaciones a lo largo de la vida de esa entidad). Una vez que Santander fue convertido en departamento en 1886, la provincia de García Rovira resurgió como una de sus entidades internas.

## Historia

### Antecedentes indígenas
El poblamiento precolombino de la provincia de García Rovira, se remonta al año 1000 d. C. cuando grupos humanos de la familia lingüística Chibcha se asentaron en su territorio. Laches y chitareros fueron los nombres dados por los españoles a estos pueblos que encontraron a su llegada en el siglo XVI. Los primeros se organizaban en cacicazgos complejos, mientras que los segundos seguían un modelo de organización social más igualitaria.
El cacicazgo distingue un conjunto heterogéneo de sociedades cuyo nivel de desarrollo se ubica entre las sociedades igualitarias y los Estados caracterizados por el surgimiento de clases sociales. En las sociedades igualitarias como en los chitareros, la organización política no superaba el nivel de comunidad autónoma, los excedentes productivos no se utilizaban para sostener labores especializadas, y los roles políticos no tenían el carácter permanente.
En los cacicazgos, como en el caso de los laches se dio algún tipo de interdependencia comunal y por tradición se sostuvieron especialistas de tiempo completo en el campo de lo político, lo religioso y lo artesanal. Del trabajo indígena en la agricultura, los tejidos y el laboreo de los metales se aprovecharon los españoles que les dominaron. Pero aún, y pese a su desaparición temprana, el legado cultural aborigen pervive en tesoros arqueológicos ya removidos o por rescatar y en una tradición artesanal que se niega a desaparecer.

### La conquista y colonia, siglosXVIIyXVIII
El capitán alemán Ambrosio Alfínger, al servicio del rey español Carlos V, fue el primer europeo que pisó tangencialmente suelo rovirense, en su recorrido por las provincias del norte camino a Venezuela. Luego, en 1542, Hernán Pérez de Quezada explora el territorio sin encontrar metales preciosos en gran cuantía, lo cual desestimula un intento de colonización duradero. Pero en busca del control efectivo del territorio, los españoles irían incorporando tierras y grupos indígenas a sus dominios, mediante la fundación de ciudades. Así, en 1542 Jerónimo de Aguayo, comisionado por el cabildo de Tunja, funda la ciudad de Málaga de efímera existencia, pues tal acto jurídico fue impugnado como ilegal por el entonces gobernador de Santa Marta, Fernández de Lugo.
Con la fundación de Pamplona (Norte de Santander) en 1549, el territorio provincial quedó escindido entre las ciudades de Vélez y Pamplona, continuando entonces un proceso de colonización más persistente. A través de los repartimientos indígenas primero y de la encomienda después, se iría construyendo la identidad económica provincial que dejaría como secuela la extinción indígena, pero también un forzado proceso de mestizaje que unido al desplazamiento de los trasterrados españoles pobres, reconfigurarían la identidad poblacional provincial.

### Conformación de la provincia

Provincias de los Santanderes en 1855.

El nombre de la provincia fue dado en tributo a la memoria del prócer Custodio García Rovira, de destacada actuación y triste final en la gesta independentista. Nacido en Bucaramanga el 2 de marzo de 1780, a los dieciséis años inició sus estudios en el Real Colegio de San Bartolomé de Santafé de Bogotá, donde obtuvo en 1804, los grados de Bachiller en Derecho Civil y Doctor en Teología. De inmediato inicio labores como docente en el propio claustro Bartolino, y aunque en 1808 se recibió como Abogado de la Real Audiencia, prefirió continuar en su ejercicio docente. Entretanto, había obtenido además el grado de Bachiller en Artes de la Universidad Tomística y era asiduo asistente y animador de las más selectas tertulias santafereñas. Quizá por ello fue luego apodado despectivamente con el alias de “El Estudiante”, en los partes del pacificador Morillo.
Una vez proclamada la independencia, el profesor García Rovira se enroló en la milicia y la burocracia republicanas, llegando a ser gobernador de la Provincia del Socorro en 1812, y como tal, comandante general de las tropas socorranas, primero en la guerra civil entre centralistas y federalistas, y luego en la resistencia contra los ejércitos de la reconquista. En 1814 fue designado comandante en jefe del Ejército del Norte, y en el mes de octubre del mismo año fue elegido por el Congreso de las Provincias Unidas como miembro del Triunvirato que gobernó a la República en el periodo más tormentoso de la guerra magna.
Fue presidente de la república entre el 28 de noviembre de 1814 y el 20 de marzo de 1815, siendo por ello el primer santandereano en ocupar la más alta magistratura de la nación. Luego de haber cumplido su transitorio paso por la presidencia, renunció al Triunvirato y fue designado comandante del primer ejército de reserva, con el rango de General de Brigada, en el mes de julio de 1815. A comienzos del año siguiente pasó a ser el comandante en jefe del Ejército del Norte, donde contó con la colaboración del futuro general Francisco de Paula Santander. Fue entonces cuando con más frecuencia trasegó por las tierras rovirenses reclutando afanosamente hombres aptos para las armas. Sin embargo, Custodio García Rovira no fue un militar de fortuna. Derrotado primero en Cachirí y más tarde en la Cuchilla del Tambo, donde poco antes de ser aprehendido por las tropas realistas y en un rapto de romántica caballerosidad se casó con la joven María Josefa Piedrahíta, a las voladas, en un rancho cercano a la nefasta Cuchilla del Tambo, mientras los restos de su ejército huían en desbandada. A los pocos días fue apresado por las tropas al mando del general Tolrá y conducido a Santafé, donde el 8 de agosto de 1816 sería fusilado.

## Evolución política de la provincia de García Rovira
- Por Decreto Nacional expedido el 9 de mayo de 1853 se dio vida jurídica al ente territorial con el nombre de Custodio García Rovira. La nueva provincia quedó conformada por los cantones de Málaga, Concepción y Fortoul (San Andrés).

- Tuvieron como gobernadores  Antonio María Pradilla Rueda de 1853-1855, Eustorgio Salgar en 1855.

- El 13 de mayo de 1857 se creó el Estado Soberano de Santander y se sancionó la ley que dividió al Estado en 16 territorios y una aldea. El 22 de diciembre del mismo año se establecieron los circuitos de los cuales harían parte Concepción, Málaga y Fortoul.

- En 1859 se introdujo en los Estados Federales la figura de Departamentos. Así el de García Rovira se ordenó con capital en Concepción. En diciembre se volvió al antiguo sistema de ciudades, villas y parroquias, quedando en el primer rango Málaga y San Andrés.

- En 1886 al retornar el sistema centralista, los Estados Federales se transformaron en Departamentos y estos se subdividieron en provincias, García Rovira fue una de las nueve de Santander y estaba integrada por los municipios de Capitanejo, Carcasí, Cepitá, Cerrito, Concepción, Enciso, Guaca, Macaravita, Molagavita, San Andrés, San Miguel, Servitá y Tequia (Miranda), con capital en Málaga.

- En 1930 las provincias fueron eliminadas del ordenamiento jurídico, sin embargo su figura continúa prevaleciendo en la memoria colectiva de los pueblos, incluso en la constitución de 1991 se establece la posibilidad de crear regiones, provincias y territorios indígenas.

- En 2005 el Gobernador de Santander decretó la conformación de nuevos Núcleos de Desarrollo Provincial (Soto-Norte y Carare Opón) y mantuvo la figura de García Rovira.